# Мамма Міа! (фільм)
«Мамма Міа!» (англ. Mamma Mia!) — екранізація однойменного мюзиклу, що базується на піснях шведського гурту ABBA. Чік-флік спільного виробництва США і Великої Британії знятий режисеркою Філлідою Ллойд. В головних ролях зіграли Меріл Стріп, Пірс Броснан, Колін Ферт, Стеллан Скашгорд і Аманда Сейфрід. В США фільм вийшов 18 липня 2008 року.

## Сюжет
Грецький острів. Софі (Аманда Сейфрід) одружується з красенем Скаєм (Домінік Купер). Лише одне затьмарює таке світле свято — дівчину виховала її мати, Донна (Меріл Стріп), і Софі не знає, хто її батько. Вона лише догадується, що ним може бути один з трьох чоловіків — колишніх коханих її матері: Гаррі (Колін Ферт), Сем (Пірс Броснан) або Білл (Стеллан Скашгорд). Для того щоби вирішити це питання, Софі запрошує їх на весілля, на якому серед гостей виявляються і подруги Донни: Таня (Крістін Баранскі) і Розі (Джулі Волтерс).

## В ролях
- Меріл Стріп — Донна
- Пірс Броснан — Сем Кармайкл
- Колін Ферт — Гаррі Брайт
- Аманда Сейфрід — Софі
- Стеллан Скашгорд — Білл
- Джулі Волтерс — Розі
- Домінік Купер — Скай
- Крістін Баранскі — Таня
- Філіп Майкл — Пеппер
- Хуан Пабло Ді Паке — Петрос
- Ділан Тернер — Стег

## Музичні номери
1. «I Have a Dream» * — Софі / Аманда Сейфрід
2. «Honey, Honey» — Софі / Аманда Сейфрід
3. «Money, Money, Money» — Донна, Таня і Розі / Меріл Стріп, Крістін Баранскі і Джулі Волтерс
4. «Mamma Mia» — Донна / Меріл Стріп
5. «Chiquitita» * — Таня і Розі / Крістін Баранскі і Джулі Волтерс
6. «Dancing Queen» — Донна, Таня і Розі / Меріл Стріп, Крістін Баранскі і Джулі Волтерс
7. «Our Last Summer» — Софі, Сем, Гаррі і Білл / Аманда Сейфрід, Пірс Броснан, Колін Ферт і Стеллан Скарсгард
8. «Lay All Your Love on Me» — Скай і Софі / Домінік Купер і Аманда Сейфрід
9. «Super Trouper» — Донна, Таня і Розі / Меріл Стріп, Крістін Барански і Джулі Волтерс
10. «Gimme! Gimme! Gimme!» — всі виконавці
11. «The Name of the Game» — Софі і Білл / Аманда Сейфрід і Стеллан Скарсгард (сцена відсутня на DVD)
12. «Voulez-Vous» — всі виконавці
13. «SOS» — Сем і Донна / Пірс Броснан і Меріл Стріп
14. «Does Your Mother Know» — Таня, Пеппер і хлопці / Крістін Баранскі, Філіп Майкл та інші
15. «Slipping Through My Fingers» — Донна і Софі / Меріл Стріп і Аманда Сейфрід
16. «The Winner Takes It All» — Донна / Меріл Стріп
17. «I Do, I Do, I Do, I Do, I Do» * — Донна, Сем та інші / Меріл Стріп, Пірс Броснан та інші
18. «When All is Said and Done» — Сем та інші / Пірс Броснан та інші
19. «Take a Chance on Me» — Розі і Білл / Джулі Волтерс і Стеллан Скарсгард
20. «Mamma Mia» * (повтор) — всі виконавці
21. «I Have a Dream» — Софі / Аманда Сейфрід
22. «Dancing Queen» * — Донна, Таня і Розі / Меріл Стріп, Крістін Баранскі і Джулі Волтерс (під час титрів)
23. «Waterloo» * — всі виконавці (під час титрів)
24. «Thank You for the Music[en]» — Софі / Аманда Сейфрід (під час титрів)

Альбом з музичними номерами фільму був виданий компанією «Decca» 8 липня 2008 року. В альбомі тільки 18 записів (відсутні помічені «*»).

## Касові збори
Під час показу в Україні, що розпочався 25 вересня 2008 року, протягом перших вихідних фільм демонстрували на 7 екранах, що дозволило йому зібрати $315,026 і посісти 1 місце в кінопрокаті того тижня. Фільм опустився на третю сходинку українського кінопрокату наступного тижня, хоч вже демонструвався на 67 екранах і зібрав за ті вихідні ще $147,202. Загалом фільм в кінопрокаті України пробув 10 тижнів і зібрав $798,964, посівши 23 місце серед найбільш касових фільмів 2008 року.

## Цікаві факти
- Касові збори: в США — $ 144 130 063 (23,6 %), в інших країнах $ 465 711 574 (76,4 %). Загальні касові збори у світі $ 609 841 637[8].
- Зйомки фільму проходили в Лондоні і Греції.
- Під час виконання пісні «Dancing queen» (0:37:56) в фільмі з'являється Бенні Андерссон, а в фіналі під час виконання «Waterloo» (1:39:09) в компанії грецьких богів з'являється Бйорн Ульвеус, учасники гурту ABBA.
- На прем'єрі фільму в Стокгольмі в 2008 році вперше за майже 20 років всі четверо учасників легендарного квартету ABBA — Анні-Фрід Лінгстад, Агнета Фельтскуг, Бенні Андерссон і Бйорн Ульвеус — зібрались одночасно в одному місці. Камери зафіксували їх на балконі кінозалу поруч з виконавцями головних ролей в фільмі. Сфотографувати всю четвірку окремо від інших артистів не вдалось.
- Свого тезку, Білла, повинен був зіграти Білл Найі, але перед початком зйомок актор залишив проект. Його місце зайняв Стеллан Скарсгард.
- Фільм є екранізацією однойменного мюзиклу, основаного на піснях відомого шведського гурту ABBA, який з великим успіхом йде по цілому світу.
- Це дебют Філліди Ллойд у великому кіно, до цього вона працювала над театральними і телевізійними постановками.
- Сценарій картини написала Катрін Джонсон, одна з творців оригінального мюзиклу.
- За словами Меріл Стріп, вона мріяла співати зі школи, тому майже зразу ж дала згоду на участь. Поринути в атмосферу пісень «АББА» для неї було все одно, що «повернутися в старий улюблений будинок».
- Головна відміна фільму від мюзиклу — кількість пісень ABBA. В мюзиклі їх 22, у фільмі всього 19.
- На роль Софі претендували Менді Мур, Аманда Байнс, Рейчел Мак-Адамс, Еммі Россум.
- Було знято дві версії фільму — одна з акторами мюзиклу, друга — з зірками кіно.
- Учасники ABBA, продюсери фільму Бйорн Ульвеус і Бенні Андерсон записали інструментальну складову пісень і консультували музичного режисера постановки Мартіна Лоу.
- Як хор були запрошені актори, що грають у шведській постановці мюзиклу «MAMMA MIA!».
- На початку фільму на яхті героя Стеллана Скарсгарда можна побачити шведський прапор. Це дань тому, що гурт «ABBA», за піснями якого поставлений мюзикл, родом зі Швеції.
- Звук для музичних сцен записувався прямо на знімальному майданчику під час дублю, а не як зазвичай, в студії після зйомок.